# Mazda BT-50
Mazda BT-50 — це пікапи, що виробляються компанією Mazda в Таїланді з 2006 року для ринків Європи та Азії.

## Перше покоління

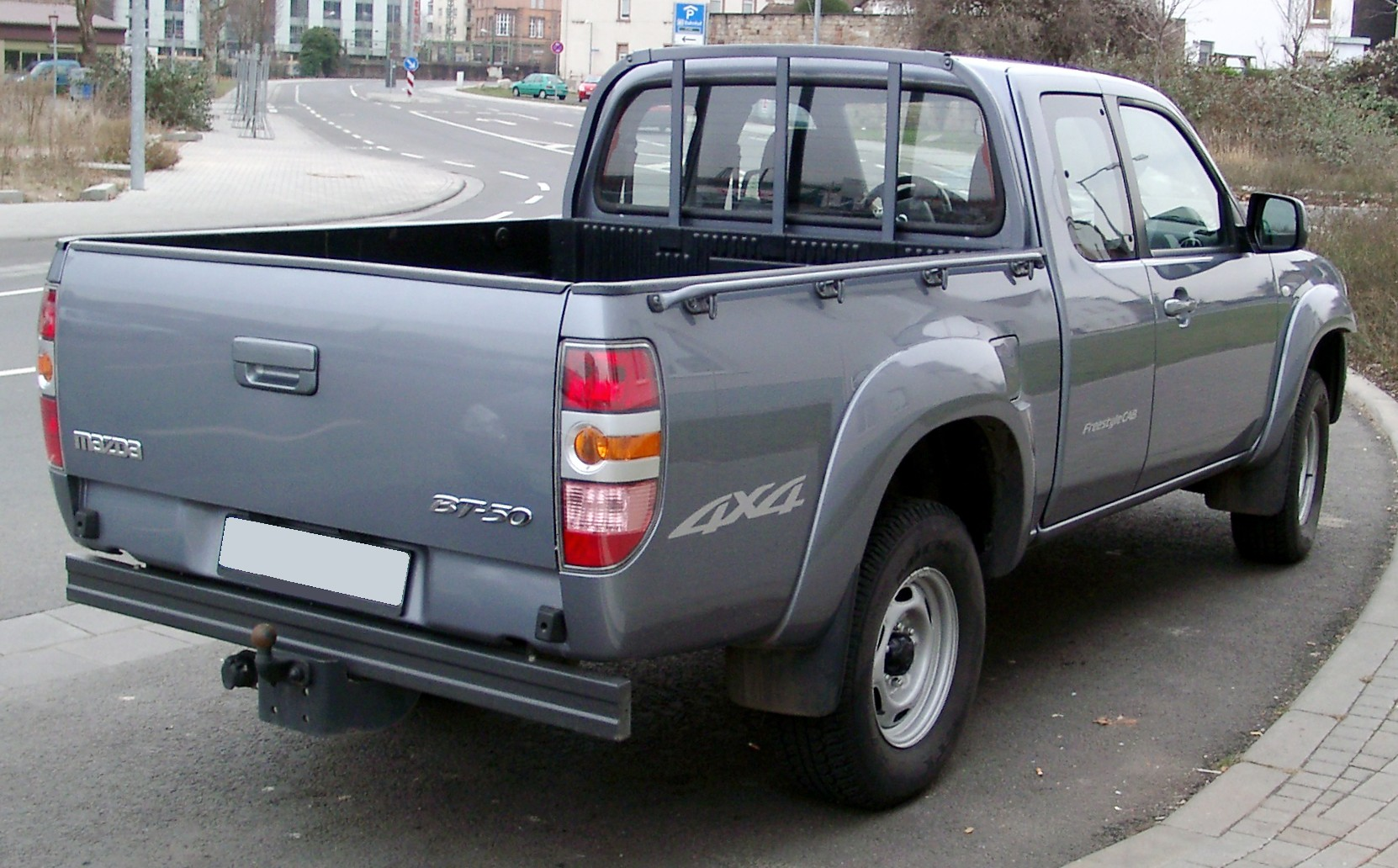
Mazda BT-50

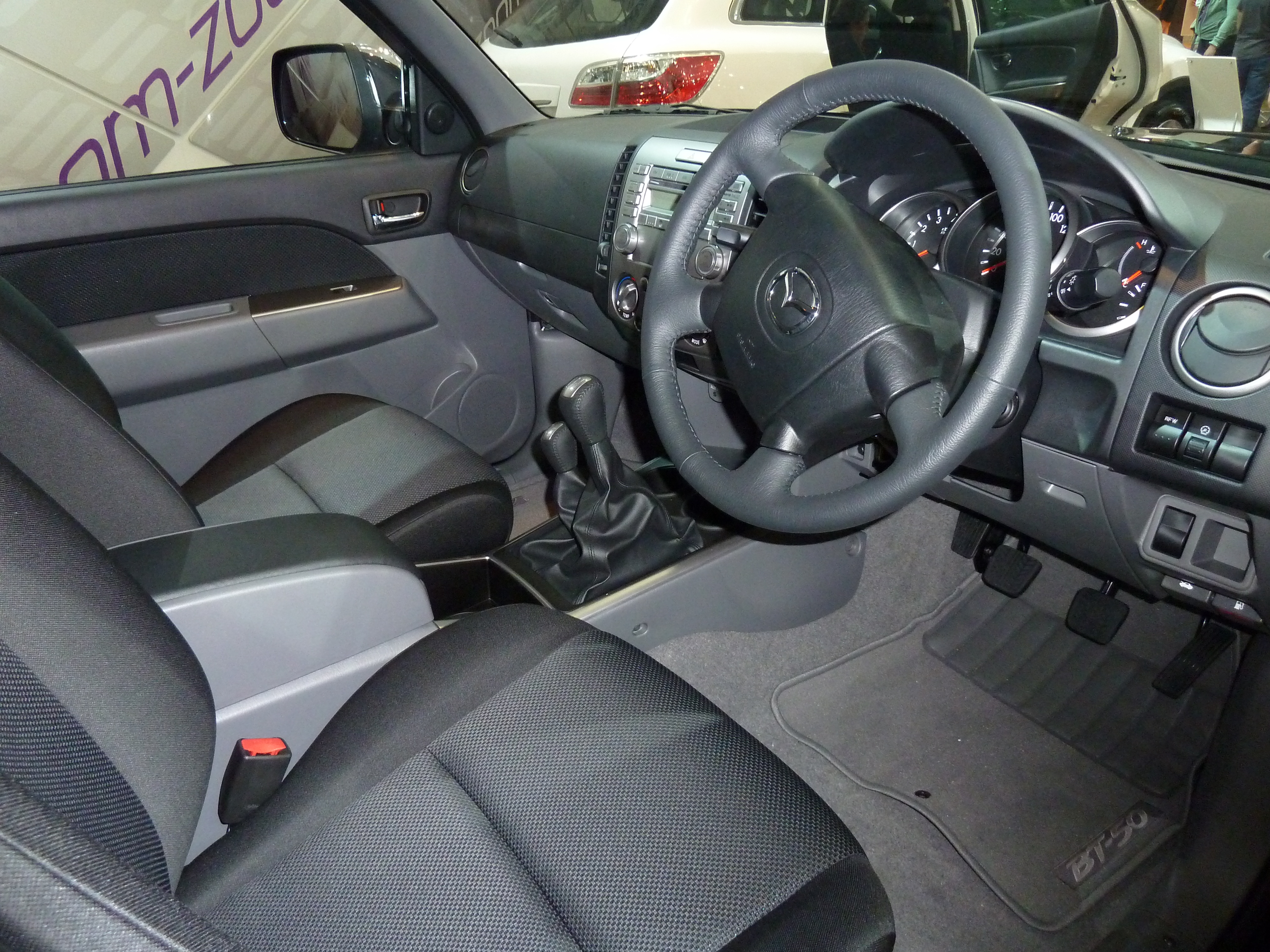

BT-50 вперше був представлений 22 березня 2006 року в автосалоні в Бангкоку. Він відрізняється від Mazda B-Series більш сучасним стилем. BT-50 першого покоління важить близько двох тонн і оснащується 2,5-літровим MZR-CD дизельним двигуном, або з 3,0 літровим дизельним двигуном. Його основа - Ford Ranger BT-50.
В кінці 2008 року модель була модернізована.
На базі BT-50 і Ranger в кінці 2006 року був випущений позашляховик Ford Everest. У нього було 2 рестайлінги: в 2009 і в 2013 роках.

### Двигуни
| Модель     | Рік виробництва | Тип двигуна / код         | Потужність, при об/хв        | Крутний момент, при об/хв |
| Дизельні   | Дизельні        | Дизельні                  | Дизельні                     | Дизельні                  |
| ---------- | --------------- | ------------------------- | ---------------------------- | ------------------------- |
| 2.5 MZR-CD | 2006-           | 2499 см3 Р4 Duratorq TDCi | 143 к.с. (105 кВт), при 3500 | 330 Нм, при 1800          |
| 3.0 MZR-CD | 2006-           | 2953 см3 Р4 Duratorq TDCi | 156 к.с. (115 кВт), при 3200 | 380 Нм, при 1800          |

## Друге покоління

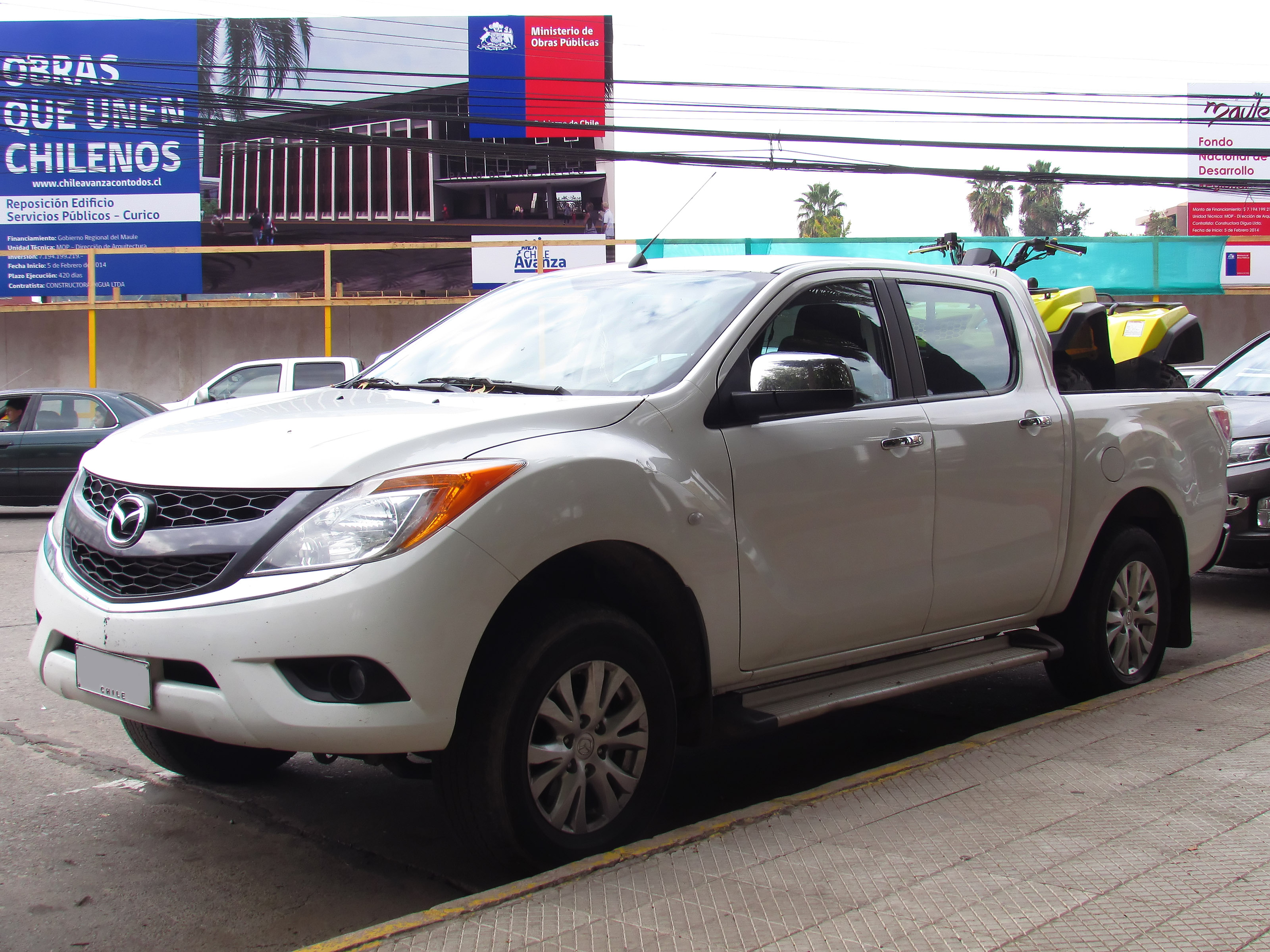
Mazda BT-50 ІІ

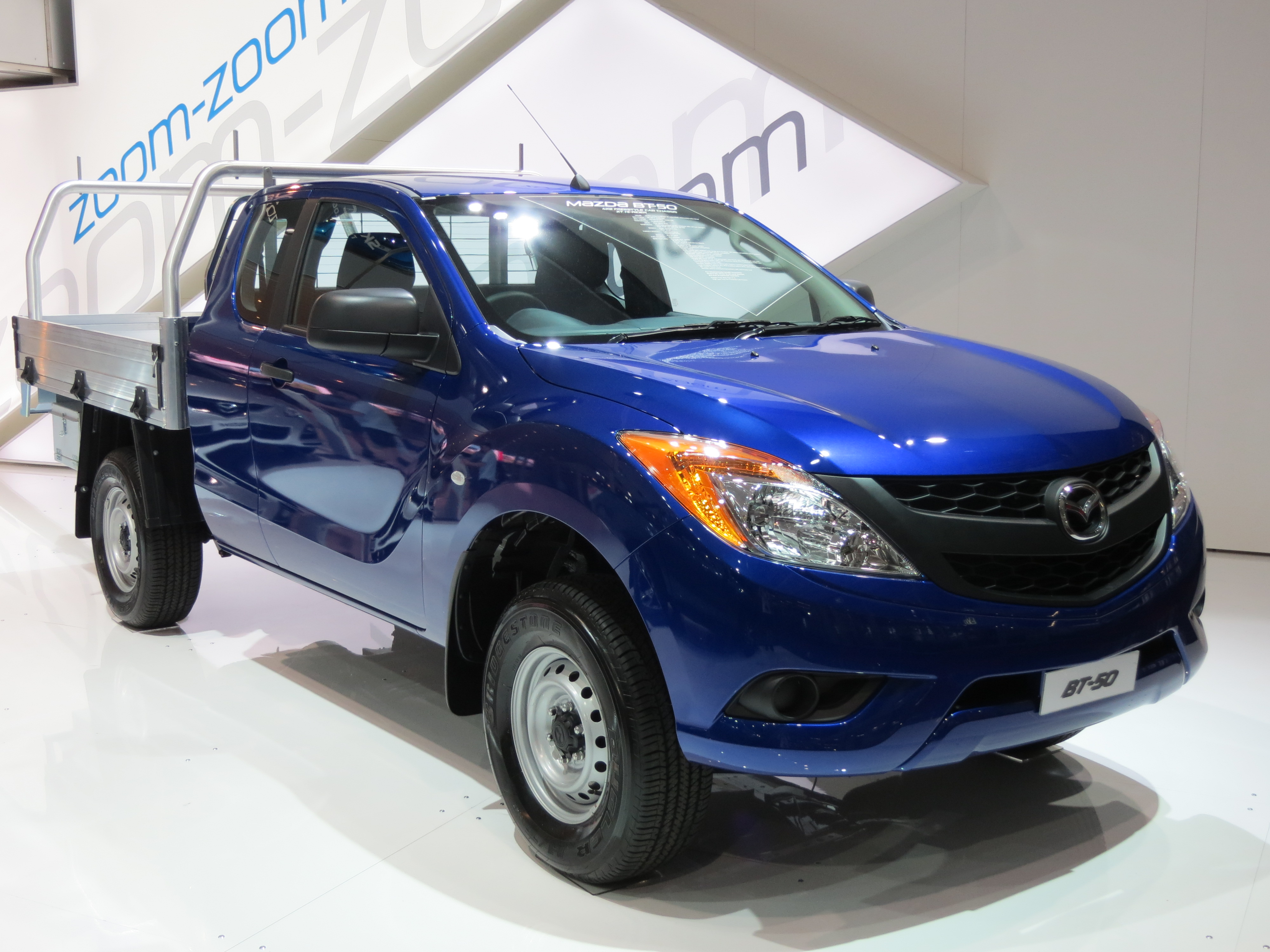
Mazda BT-50 ІІ

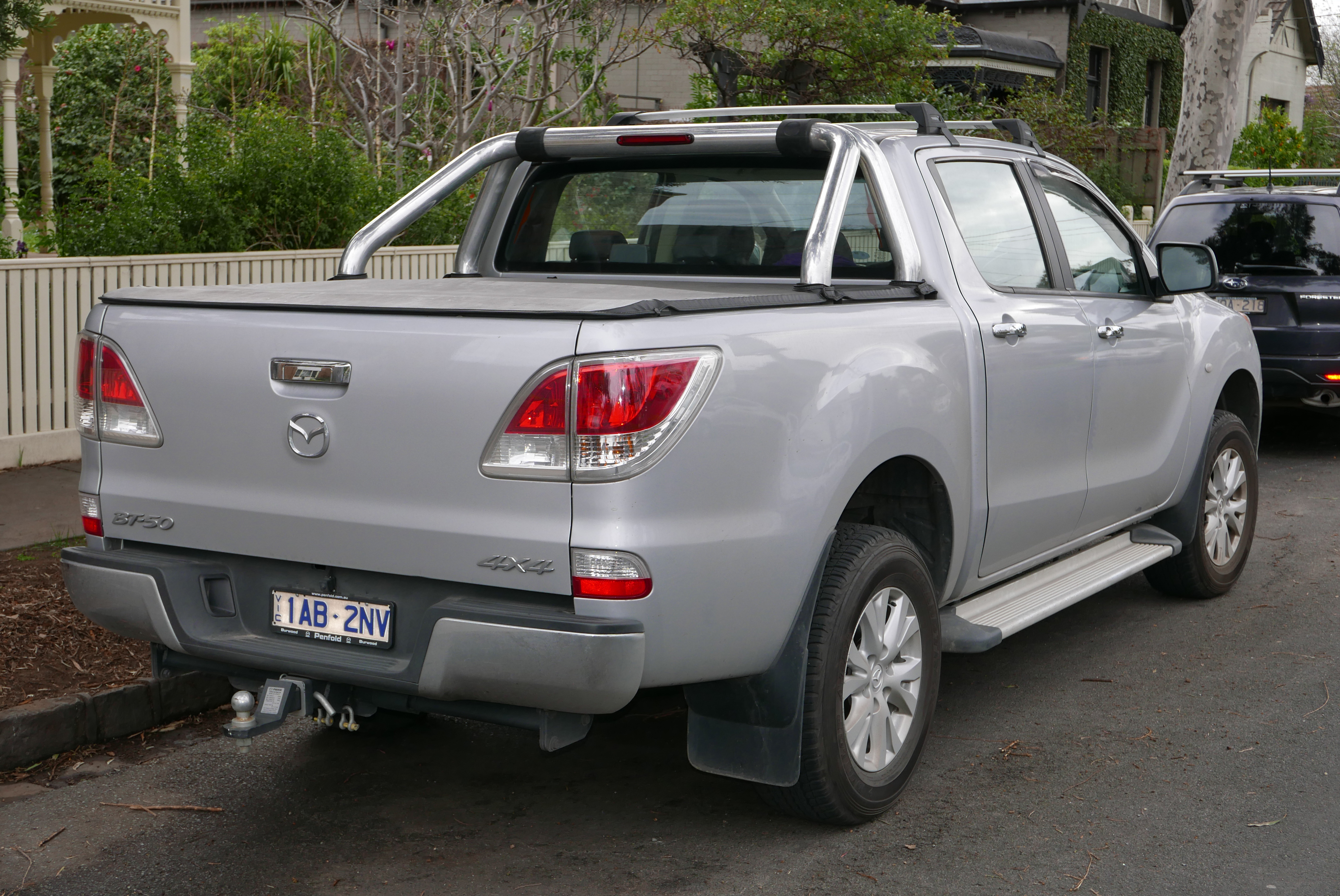
Mazda BT-50 ІІ

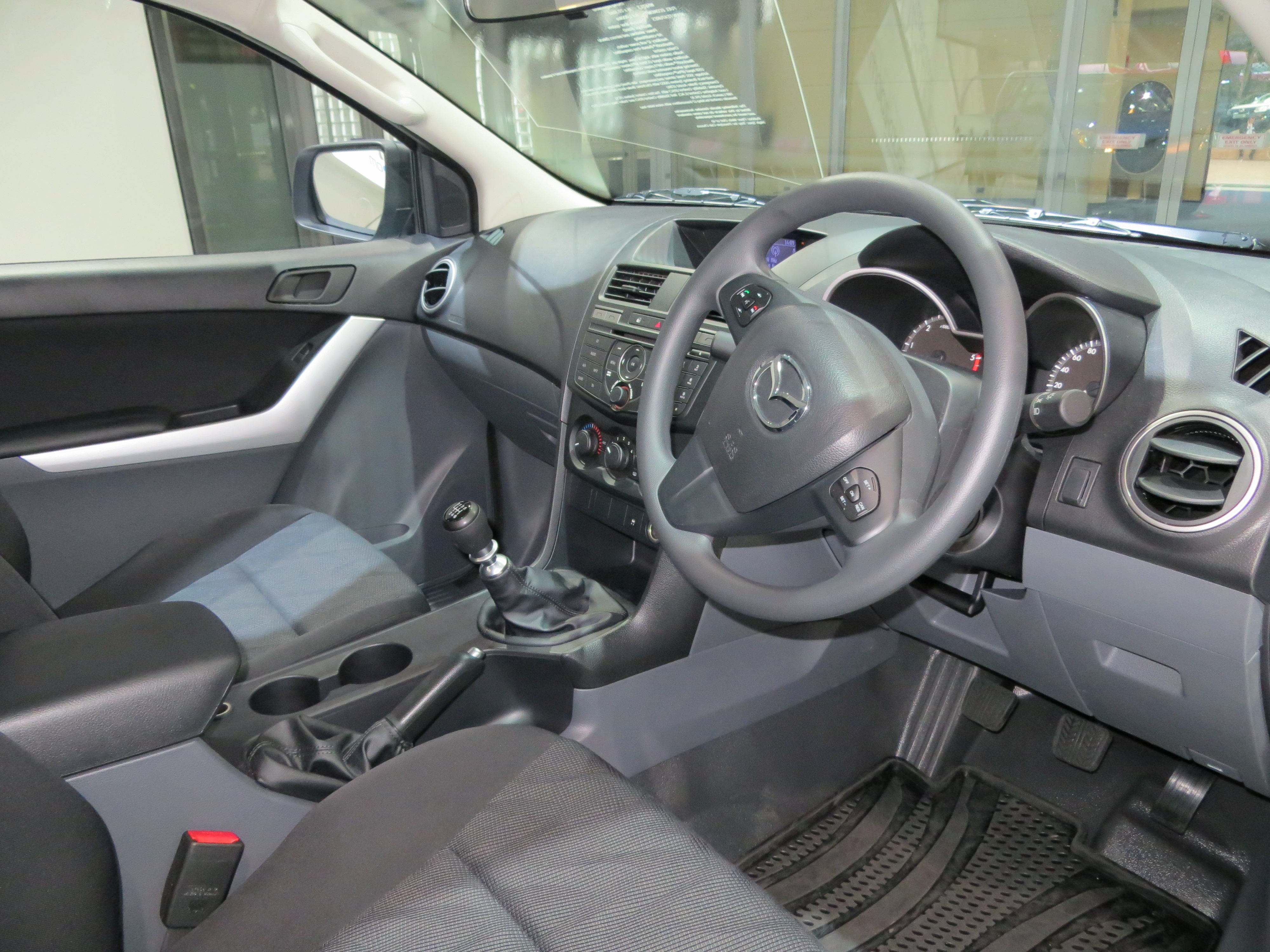

Повністю оновлений BT-50 другого покоління був представлений в жовтні 2010 року на Австралійському міжнародному автосалоні. Він збудований на базі Ford Ranger (T6).
Дизайн пікапа був розроблений Mazda в Ford Australia. Незважаючи на спільну роботу над пікапом, обидві компанії працювали незалежно один від одного. В основному всі деталі обох моделей (BT-50 і Ranger) однакові. Нове покоління виробляється в Таїланді і ЮАР.
У 2015 році BT-50 пройшов невеликий рестайлінг. Зміни косметичні, в двигунах нічого не змінено. Тому видимих відмінностей у моделі 2011 і у моделі 2015 років немає.

### Двигуни
| Модель      | Рік виробництва | Об'єм двигуна / код       | Потужність, при об/хв | Крутний момент, при об/хв |
| Бензиновий  | Бензиновий      | Бензиновий                | Бензиновий            | Бензиновий                |
| ----------- | --------------- | ------------------------- | --------------------- | ------------------------- |
| 2.5 Р4      | 2011-           | 2488 см3 Р4 Duratec       | 166 к.с. (122 кВт)    | 226 Нм                    |
| Дизельні    |                 |                           |                       |                           |
| 2.2 TDCi Р4 | 2011-           | 2184 см3 Р4 Duratorq TDCi | 150 к.с. (110 кВт)    | 375 Нм                    |
| 3.2 TDCi Р5 | 2011-           | 3198 см3 Р5 Duratorq TDCi | 200 к.с. (147 кВт)    | 470 Нм                    |

## Третє покоління

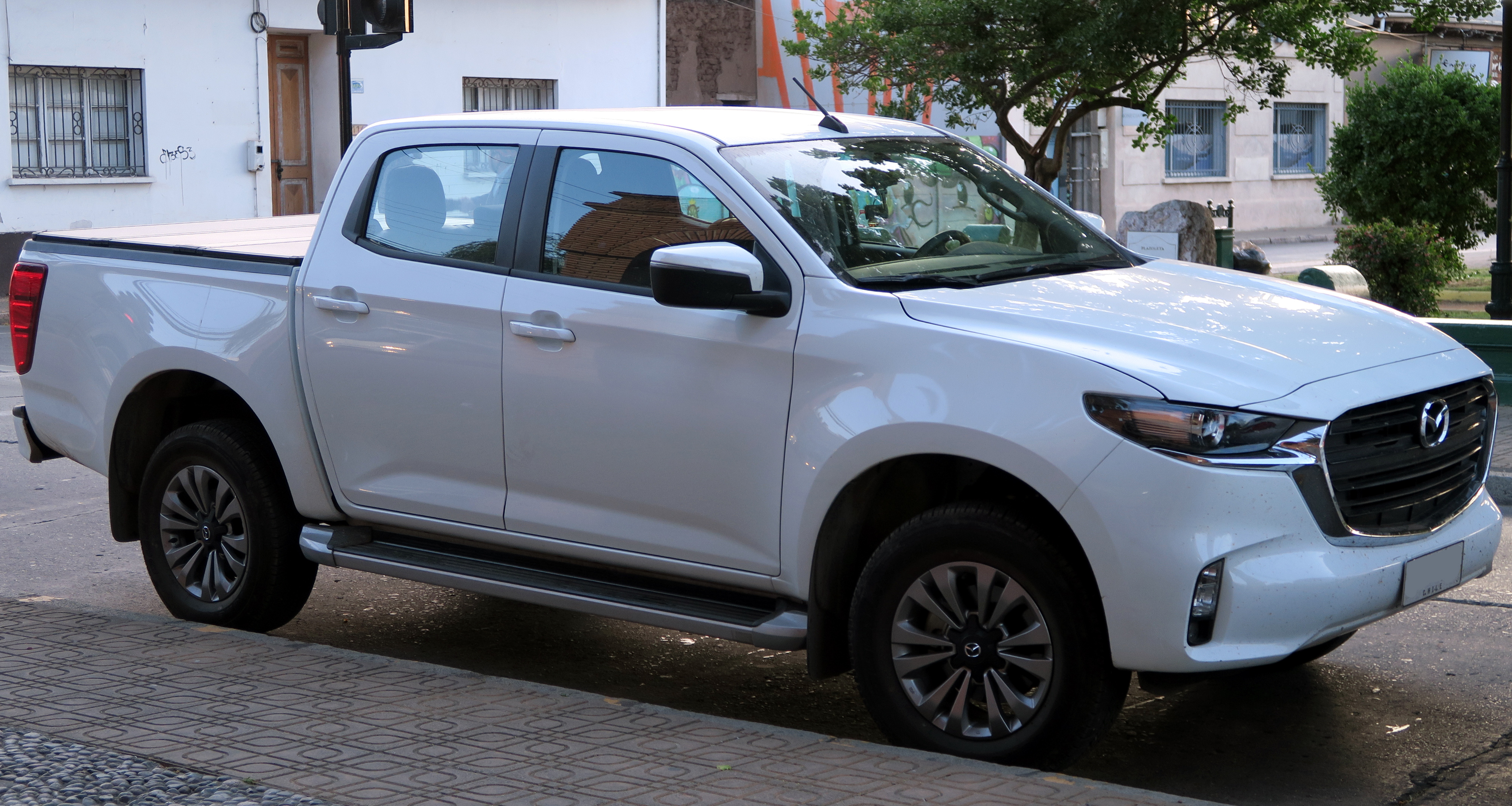
Mazda BT-50 III (2020-2024)

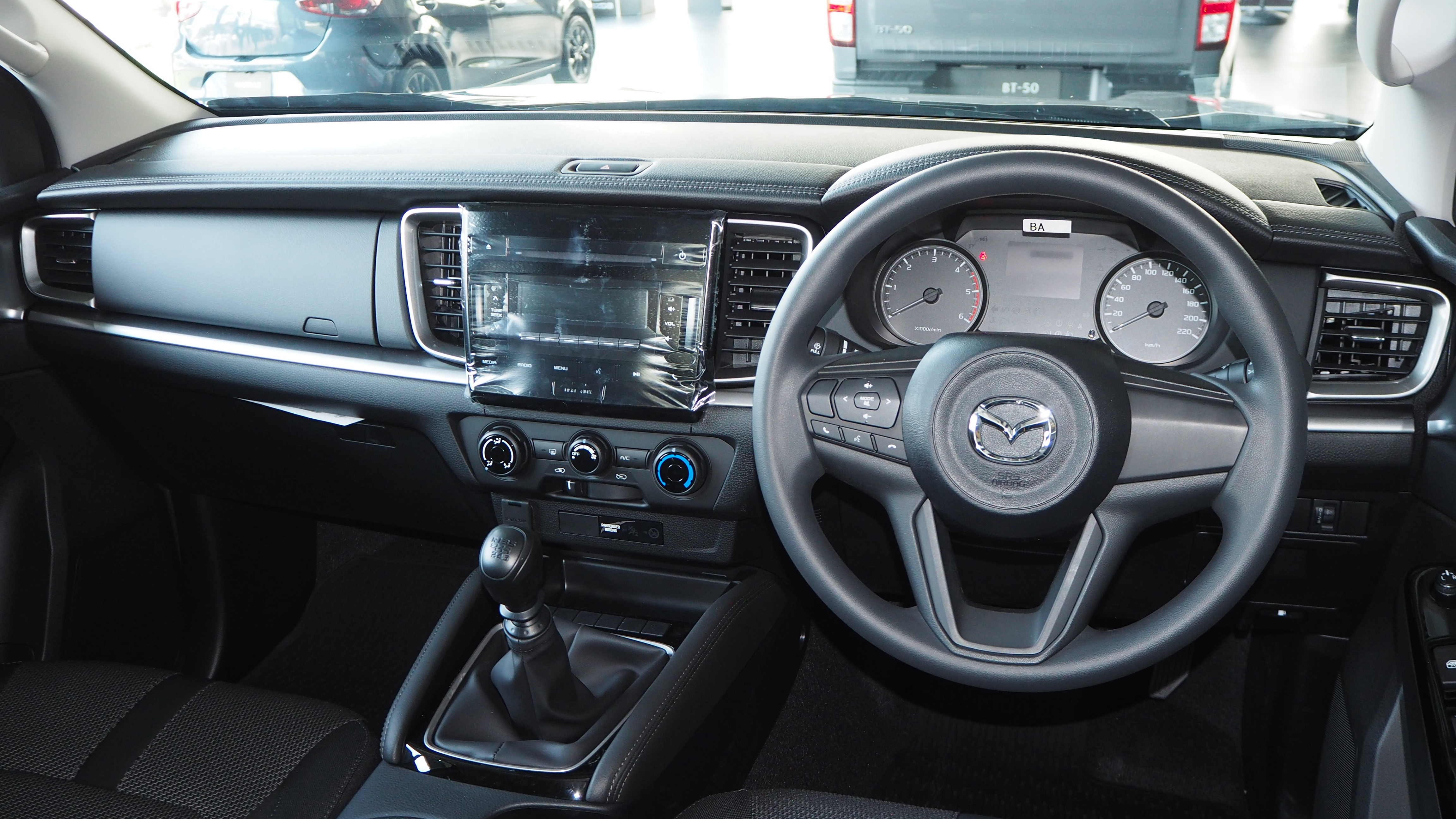

Для створення третього покоління пікапа Mazda домовилась із компанією Isuzu й побудувала пікап на базі післярестайлінгового Isuzu D-Max.
Відповідно, замість моторів Ford пікап тепер комплектується модернізованим трилітровим дизелем Isuzu, який розвиває 190 к.с. і 450 Нм, доступних в діапазоні від 1 600 - 2 600 об/хв. Працює мотор у парі з механічною або автоматичною шестиступінчастими коробками.
Із довжиною у 5 280 мм, шириною 1 870 мм, висотою 1 790 мм й колісною базою 3 125 мм новинка майже збігається за габаритами з донором платформи, але при цьому отримала індивідуальний дизайн.
В інтер'єрі конфігурація центрального тунелю й консолі, мультимедійна система з 9-дюймовим монітором, блок клімат-контролю й приладова панель знову зазозині у «донора». Лише кермо й передня панель у BT-50 власні.

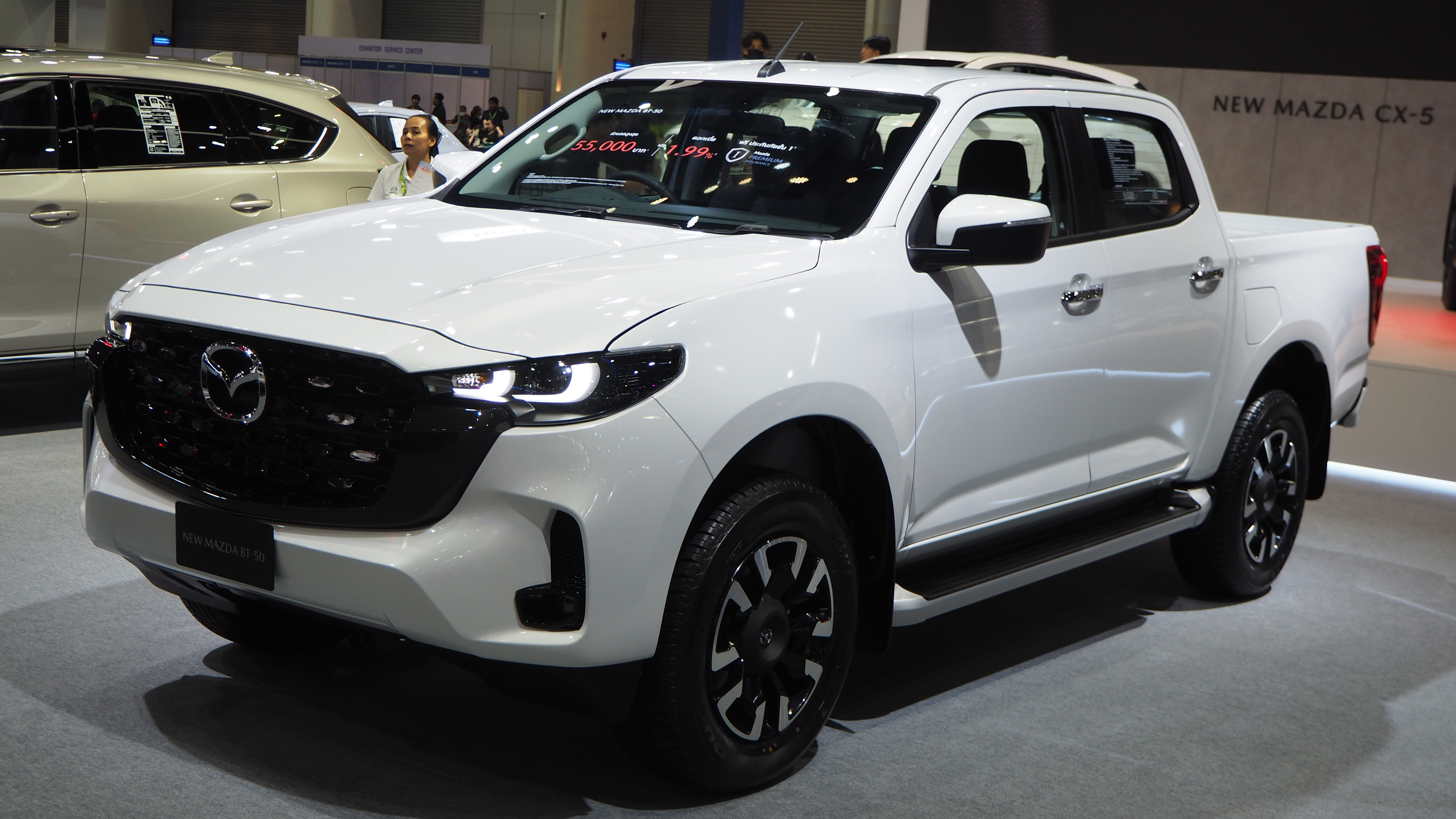
Mazda BT-50 III (з 2024)

Поки Mazda розсекретила лише версію пікапа з подвійною кабіною для ринку Австралії, куди новинка потрапить у другій половині нинішнього року. Випускати BT-50 будуть на одному заводі з Isuzu D-Max у Таїланді.
18 жовтня 2024 року BT-50 отримав рестайлінг.  Зміни включають оновлену передню частину із новими фарами та новою решіткою радіатора, схожою на Mazda CX-5, нові задні ліхтарі, більший логотип Mazda на передній панелі та двері багажника, змінені передній і задній бампери, інтегрована повітряна завіса для переднього бампера для покращеної аеродинаміки, новий задні ліхтарі, нові кольори кузова. Усередині є новий 7-дюймовий цифровий дисплей водія, який може відображати інформацію про бездоріжжя, новий 9-дюймовий сенсорний екран інформаційно-розважальної системи та бездротове підключення для Android Auto. Функції безпеки оновлено, а спереду додано нові стереокамери.

### Двигуни
- 1.9 L RZ4E-TC I4 (дизель)
- 3.0 L 4JJ3-TCX I4 (дизель) 190 к.с. 450 Нм